# Section capitale Sucre
Pour les articles homonymes, voir Sucre (homonymie).
Section capitale Sucre (Sección Capital Sucre, en espagnol) est l'une des cinq divisions territoriales et statistiques de la municipalité de Sucre dans l'État de Bolívar au Venezuela. La législation vénézuélienne accorde le titre de Sección Capital en espagnol, ou « section capitale » en français, à certains des territoires où se situe le chef-lieu de la municipalité plutôt que celui de paroisse civile. Les quatre autres divisions territoriales de la municipalité sont les paroisses civiles d'Aripao, Guarataro, Las Majadas et Moitaco. Sa capitale est Maripa.

## Environnement
La pointe sud du territoire administratif est occupée par la réserve forestière du Caura (Reserva Forestal del Caura, en espagnol).

## Géographie

### Hydrographie
Le territoire est limité au nord et à l'ouest par le río Caura à quelques kilomètres de son confluent avec le fleuve Orénoque.

### Démographie
La paroisse civile ne possède qu'un seul regroupement de population important, sa capitale Maripa.